# Chobotarivka
Chobotarivka  (ucraniano: Чоботарівка) es una localidad del Raión de Odesa en el Óblast de Odesa de Ucrania. Según el censo de 2001, tiene una población de 247 habitantes.